# Kemijoki
Der Kemijoki [ˈkɛmijɔki] ist mit 550 Kilometern der längste Fluss Finnlands. Er fließt durch den finnischen Teil Lapplands und mündet in die Ostsee.
Der Kemijoki beginnt beim Kemihaara genannten Zusammenfluss der drei Quellflüsse Naltiohaara, Keskihaara und Kemihaara in der Gemeinde Savukoski in Ostlappland. Von dort fließt er in Richtung Südwesten durch die Landschaft Lappland und nimmt dabei mehrere Zuflüsse auf. Bei Savukoski fließt der Tenniöjoki in den Kemijoki. Bei Pelkosenniemi nimmt der Kemijoki den Vuotos und den Kitinen, der sich kurz zuvor mit dem Luiro vereinigt hat, auf. Bei der Stadt Kemijärvi durchfließt der Fluss den Kemijärvi-See. Am Zusammenfluss des Kemijoki und seines größten Nebenflusses, des Ounasjoki, liegt die lappische Provinzhauptstadt Rovaniemi. Bei der Hafenstadt Kemi mündet der Kemijoki in die Bottenwiek, den nördlichsten Teil des Bottnischen Meerbusens. Die Größe des Einzugsgebiets beträgt 51.127 Quadratkilometer und umfasst somit den Großteil Finnisch-Lapplands. Ein kleinerer Teil des Einzugsgebiets liegt auf russischer und norwegischer Seite. Vor allem an seinem Unterlauf ist der Kemijoki sehr breit und teils seeartig erweitert. Die mittlere Abflussmenge an der Flussmündung beträgt 556 m³/s.
Nach Ende des Zweiten Weltkriegs wurde der zuvor naturbelassene Kemijoki für die Zwecke der Wasserkraft aufgestaut. Das erste Wasserkraftwerk am Kemijoki wurde 1948 bei Isohaara in Betrieb genommen. Mittlerweile verteilen sich insgesamt 18 Kraftwerke am Fluss, von denen 16 der 1954 gegründeten Gesellschaft Kemijoki Oy angehören. 34,5 % der in Finnland durch Wasserkraftwerken produzierten Energie stammt von diesen Kraftwerken, die im Jahr 2003 auf eine Gesamtleistung von 4,3 TWh kamen. Um die Wassermenge für die Zwecke der Wasserkraft regulieren zu können, wurden die Zuflüsse Luiro und Kitinen zu den Stauseen Lokka und Porttipahta aufgestaut. Vor dem Bau der Wasserkraftwerke war der Kemijoki ein äußerst fischreicher Fluss; vor allem der Lachs trat in großen Schwärmen auf.